# Phryganea arenacea
Phryganea arenacea is een fossiele soort schietmot uit de familie Phryganeidae.